# Koronka do Miłosierdzia Bożego (rzymskokatolicka)

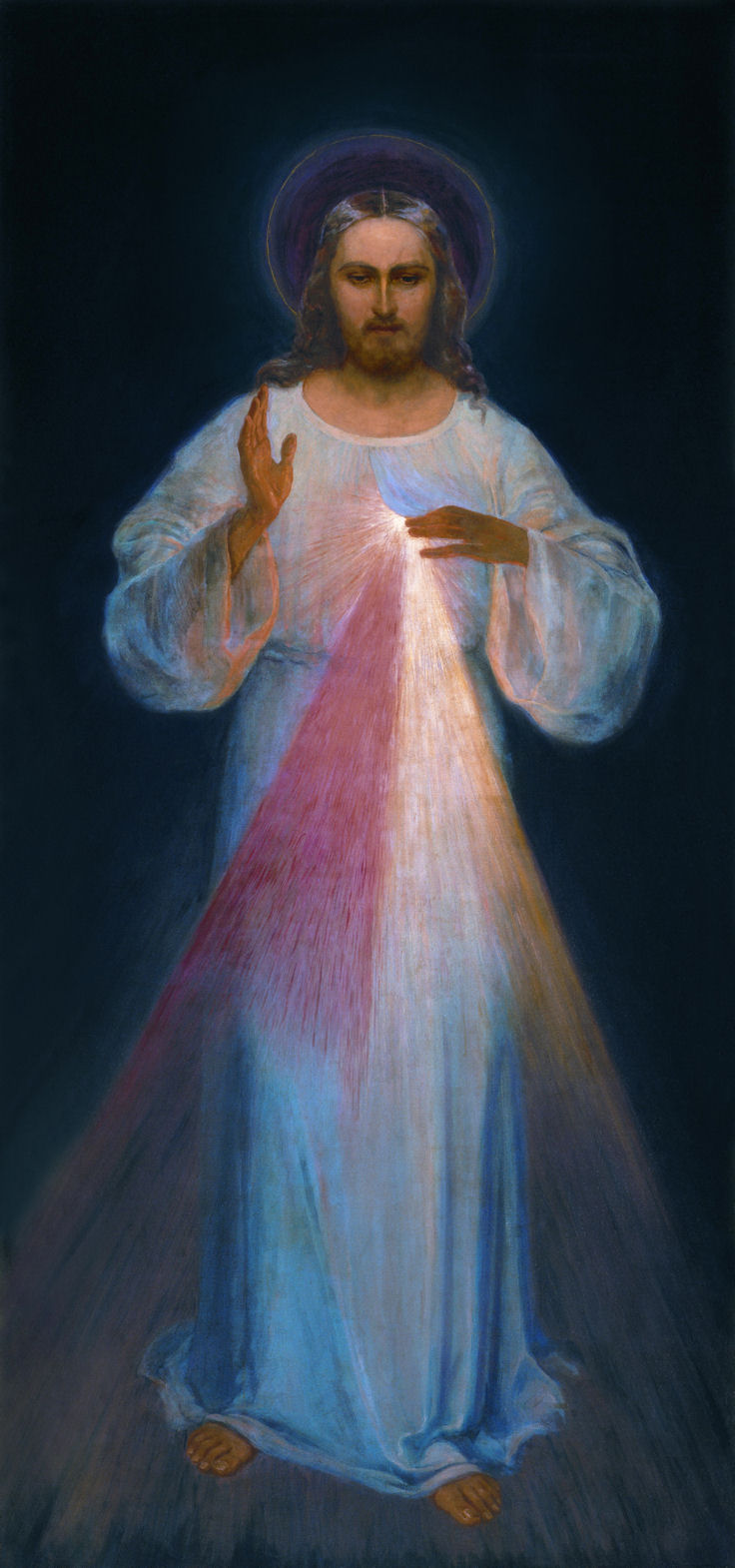
Obraz Jezusa Miłosiernego, przed którym odmawia się koronkę. Jest to pierwszy historycznie wizerunek Jezusa, namalowany według wizji św. Faustyny i pod jej kierownictwem przez mal. Eugeniusza Kazimirowskiego w Wilnie w 1934 r.

Koronka do Miłosierdzia Bożego – modlitwa w Kościele rzymskokatolickim poświęcona tajemnicy Bożego Miłosierdzia, miłości Boga do grzeszników. Jak każda koronka, jest ona zbiorem modlitw powtarzanych określoną liczbę razy, liczonych przy pomocy paciorków, takich samych jak te, których używa się w różańcu. W centrum tej modlitwy znajduje się tajemnica misterium paschalnego: męki, śmierci i zmartwychwstania Jezusa Chrystusa.
Najbardziej rozpowszechniona koronka do Bożego Miłosierdzia została przekazana przez św. Siostrę Faustynę Kowalską.

## Koronka św. Faustyny Kowalskiej
Według siostry Faustyny Kowalskiej koronkę przekazał jej w objawieniu Jezus Chrystus w dniach 13 i 14 września 1935 roku w Wilnie. Jest ona jedną z praktycznych, modlitewnych dróg wprowadzenia w życie Kościoła orędzia o Bożym miłosierdziu, opisanego przez Siostrę w Dzienniczku. Odmawiana indywidualnie i wspólnotowo wobec tak kontemplowanego Chrystusa, koronka ma pomóc chrześcijanom pojednać się z Bogiem, nawrócić się i otrzymać dar łaski, wzbudzającej w nich ufność do Boga. Jezus miał powiedzieć Faustynie, że miłosierdzie jest największym atrybutem Boga i jest większe niż Jego sprawiedliwość, ale też, że doczesność jest czasem odwoływania się do Bożego miłosierdzia, tak by przygotować się na dzień Sądu Ostatecznego, który będzie dniem sprawiedliwości. Koronka ma głęboki rys kapłański, gdzie wierni jako kapłani Nowego Przymierza, składają Bogu paschalną Ofiarę Baranka, jednej Osoby w dwóch naturach – boskiej i ludzkiej. By zachęcić ludzi do odmawiania tej koronki, Jezus miał obiecać udzielenie szczególnych łask tym, którzy podejmą tę modlitwę. Wszystkie obietnice Jezusa związane z Koronką do Miłosierdzia Bożego wymagają odmawiania tej modlitwy w postawie wiary i zaufania wobec Boga, pełnienia Jego woli oraz spełniania aktów miłosierdzia względem bliźnich.

## Odpust
Penitencjaria Apostolska wydała 12 stycznia 2002 akt, na mocy którego każdy wierny, który odmówi Koronkę do Miłosierdzia Bożego w kościele lub kaplicy w Polsce wobec Sakramentu Eucharystii, może uzyskać, pod zwykłymi warunkami, odpust zupełny. W przypadku „choroby lub innej słusznej racji nie może wyjść z domu, ale odmówi tę Koronkę z ufnością i pragnieniem miłosierdzia dla siebie oraz gotowością okazania go innym, to pod zwykłymi warunkami również uzyskuje odpust zupełny”.

## Struktura koronki i jej sposób praktykowania

### Treść koronki
Układ koronki zgodnie z Dzienniczkiem św. Faustyny Kowalskiej:

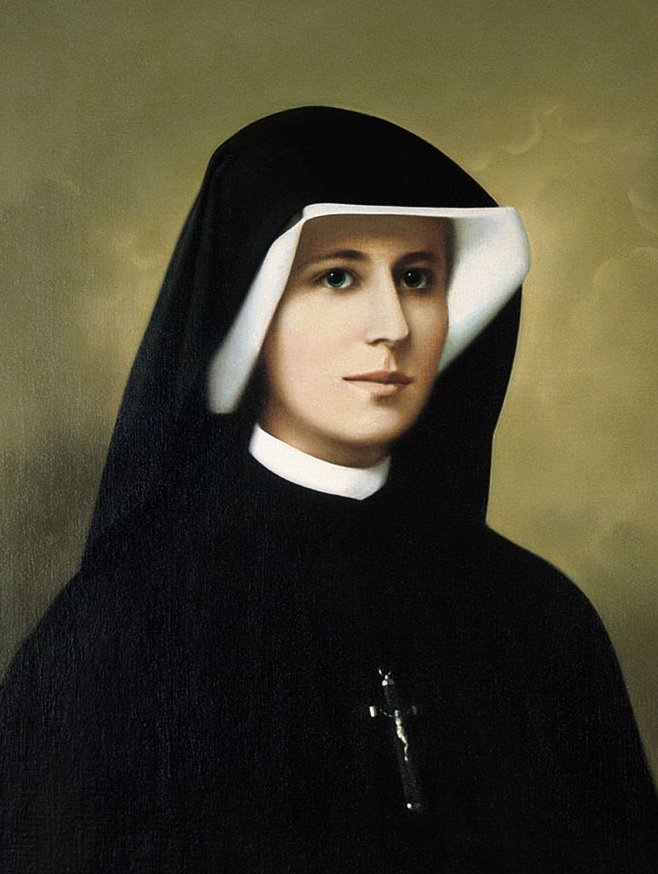
Portret św. Faustyny

Na początku odmawia się:
Ojcze nasz..., Zdrowaś Maryjo..., Wierzę w Boga...
Na dużych paciorkach (×1):
Ojcze Przedwieczny, ofiaruję Ci Ciało i Krew, Duszę i Bóstwo najmilszego Syna Twojego, a Pana naszego Jezusa Chrystusa
na przebłaganie za grzechy nasze i całego świata.
Na małych paciorkach (×10):
Dla Jego bolesnej Męki
miej miłosierdzie dla nas i całego świata.
Na zakończenie hymn pochwalny na cześć Trójcy Świętej (×3):
Święty Boże, Święty Mocny, Święty Nieśmiertelny,
Zmiłuj się nad nami i nad całym światem.
Często na zakończenie koronki odmawia się również:
O, Krwi i Wodo, któraś wypłynęła z Najświętszego Serca Jezusowego jako zdrój Miłosierdzia dla nas – Ufamy Tobie
Jezu ufam Tobie (×3)
Święta Faustyno – módl się za nami i za całym światem (×1).

### Nowenna
Koronkę najczęściej odmawia się codziennie o godz. 15:00 – o tej godzinie wg Ewangelii Mateusza miał umrzeć Jezus Chrystus (Mt 27,45–50), a z jego boku wytrysnęła Krew i Woda (por. J 19,34–35). Według objawień św. Faustyny, Jezus poprosił, by koronkę odmawiać w formie nowenny, czyli przez dziewięć dni przed Niedzielą Miłosierdzia Bożego. Nowenna do Miłosierdzia Bożego ma zacząć się więc w Wielki Piątek.
Intencje poszczególnych dni:
- Dzień pierwszy – cała ludzkość, w szczególności grzesznicy.
- Dzień drugi – duchowni: biskupi, księża i osoby konsekrowane.
- Dzień trzeci – ludzie pobożni i wierni Bogu.
- Dzień czwarty – za niewierzących i nieznających jeszcze Jezusa.
- Dzień piąty – za heretyków oraz schizmatyków.
- Dzień szósty – za osoby „ciche i pokorne” i za małe dzieci.
- Dzień siódmy – za ludzi, którzy szczególnie czczą Boże miłosierdzie.
- Dzień ósmy – za dusze w czyśćcu.
- Dzień dziewiąty – za osoby letnie i zobojętniałe.

### Zasady odmawiania koronki
Koronkę do Miłosierdzia Bożego powinno się zawsze odmawiać w formie liczby mnogiej nawet jeżeli modli się indywidualnie (np. miej miłosierdzie dla nas, a nie – dla mnie). Nie powinno się także zmieniać jej treści.

## Spór teologiczny
Ks. prof. Wincenty Granat, były rektor Katolickiego Uniwersytetu Lubelskiego, stwierdził, że:

W modlitwie powyższej znajdują się istotne błędy teologiczne: po pierwsze Bóstwo Syna jest to samo co i Boga Ojca, a więc nie może być ofiarowane Ojcu Przedwiecznemu; po drugie nie wolno składać na ofiarę czy jakkolwiek w ogóle ofiarować Bóstwa; po trzecie nie może być ono przebłaganiem za grzechy, gdyż Bóstwo, a konkretnie Bóg odpuszcza grzechy, lecz nie jest ofiarą przebłagania; to w naturze ludzkiej Zbawiciel jest przebłaganiem za grzechy nasze.

Na powyższe zarzuty ks. prof. Ignacy Różycki odpowiedział następująco:

Ciało i Krew, Duszę i Bóstwo (...) Pana naszego Jezusa Chrystusa trzeba rozpatrywać w całości; nie można wyrywać z kontekstu samego słowa Bóstwo. Jedynie w kontekście można znaleźć (...) klucz [do właściwej interpretacji słów], jak wymaga tego podstawowa reguła wszelkiego krytycyzmu. Sprzeciwiano by się więc poważnie zasadom interpretacji naukowej; sfałszowano by brutalnie sens, jaki Zbawiciel chciał nadać tej formule i doszłoby do absurdu teologicznego, jeśliby – nie uwzględniając kontekstu – wyjaśniono słowo: „Bóstwo” jako „natura Boska”, gdyż jest oczywiste, że natura Boska Jezusa Chrystusa jest identyczna z naturą Ojca i z tego tytułu nie może Mu być ofiarowana.

Sformułowanie „Bóstwo” w Koronce do Miłosierdzia Bożego oznacza, że „ofiarujemy Ojcu nie samo Bóstwo Jezusa, lecz całą Jego Osobę, tzn. tak Jego Boską osobowość, jak i całe człowieczeństwo, złożone z ciała, krwi i duszy”.

## Koronka na ulicach miast
W 2007 roku na koncercie poświęconym świętej Faustynie – patronce Łodzi, zorganizowanym w Łodzi przez członków Franciszkańskiego Zakonu Świeckich i jezuitę o. Remigiusza Recława, gościł ks. Andrzej Kozakiewicz – kustosz sanktuarium Miłosierdzia Bożego w Białymstoku. Jego prośba o odmawianie Koronki do Miłosierdzia Bożego w intencji beatyfikacji ks. Michała Sopoćki – spowiednika św. Faustyny i wielkiego apostoła Bożego Miłosierdzia, skierowana wówczas do łodzian, spotkała się z przychylnym przyjęciem. Grupa wiernych z łódzkiej parafii Najświętszego Imienia Jezus, zawiązana pod nazwą „Iskra Bożego Miłosierdzia”, postanowiła zorganizować publiczną modlitwę poza kościołami, na wielu ulicach miasta.
Po raz pierwszy Koronkę do Miłosierdzia Bożego grupy wiernych odmówiły w tej formie 28 września 2008 roku o godz. 15:00 przy 111 łódzkich skrzyżowaniach. W kolejnych latach zwyczaj ten rozprzestrzenił się do wielu miast na wszystkich kontynentach. W 2017 roku objął ponad 300 miast świata. W 2019 roku w Koronce na ulicach miast wzięli udział wierni w ponad 450 miastach świata.

## Koronka w Każdym Domu
Wydarzenie modlitewne rozpoczęte 21 marca 2020 r. Polega ono na codziennym odmawianiu Koronki do Miłosierdzia Bożego o godz. 15:00 w celu ustania epidemii Covid-19. W tej intencji modlą się koronką mieszkańcy ponad 2500 miast na świecie.

## Koronka w muzyce
Słowa koronki do Miłosierdzia Bożego stały się inspiracją dla kompozytorów. Swoje utwory w oparciu o tę modlitwę stworzyli m.in. Irena Pfeiffer (utwory: Koronka do Miłosierdzia Bożego, O Krwi i Wodo), Maria Smętkiewicz (utwór: Koronka do Miłosierdzia Bożego) czy Piotr Ziemowski (członek zespołu Siewcy Lednicy; utwór: Koronka do Miłosierdzia Bożego Jamneńska).